# Heiko Meyer
Heiko Meyer (* 2. Dezember 1976 in Dresden) ist ein deutscher Wasserspringer.
Er gehörte viele Jahre zu den Leistungsträgern des Deutschen Schwimm-Verbandes im Kunst- und Turmspringen, sowohl im Einzel, als auch im Synchronspringen. Heiko Meyer ist Oberfeldwebel in der Sportfördergruppe der Bundeswehr Frankenberg. Sein Heimatverein war der SC Riesa. Er beendete seine Karriere vor den Olympischen Spielen 2008.
Heiko Meyer wurde von Frank Taubert (Dresdner SC) trainiert.
Heute ist Heiko Meyer als Nachwuchstrainer beim SC Riesa tätig.

## Größte Erfolge
| 1997 | Europameisterschaften       | 03. Platz | Turm          |
| 1998 | Weltmeisterschaften         | 08. Platz | Turm          |
| 1998 | Militär-Weltmeisterschaften | 01. Platz | Turm          |
| 1999 | Europameisterschaften       | 01. Platz | Turm Synchron |
| 1999 | Europameisterschaften       | 03. Platz | Turm          |
| 2000 | Europameisterschaften       | 04. Platz | Turm Synchron |
| 2000 | Europameisterschaften       | 02. Platz | Turm          |
| 2000 | Olympische Sommerspiele     | 03. Platz | Synchron Turm |
| 2001 | Weltmeisterschaften         | 07. Platz | Turm          |
| 2001 | Weltmeisterschaften         | 05. Platz | Synchron Turm |
| 2002 | Europameisterschaften       | 01. Platz | Turm          |
| 2003 | Weltmeisterschaften         | 24. Platz | Turm          |
| 2003 | Weltmeisterschaften         | 14. Platz | Synchron Turm |
| 2004 | Olympische Sommerspiele     | 07. Platz | Turm          |
| 2006 | Europameisterschaften       | 02. Platz | Synchron Turm |